# AL Bolkenhain
Außenlager Bolkenhain – niemiecki podobóz KL Gross-Rosen utworzony w sierpniu 1944 r. w miejscowości Bolków (niem. Bolkenhain). Obóz był usytuowany na Wzgórzu Ryszarda przy drodze do wsi Wolbromek. Składał się z 13 baraków, znajdowało się w nim maksymalnie 1500 więźniów, głównie Żydów z Polski, Niemiec, Czech, Francji i Węgier. W obozie panowały ciężkie warunki. Lagerführerem był SS Oberscharfführer Fritz Wolf, na czele samorządu więziennego stał Lagerälteste Hans Henschel.
Na początku 1945 r. w obozie znajdowało się ok. 500 więźniów. W tym czasie VDR miał problemy z surowcami, więźniowie uczestniczyli w pracach drogowych i wyrębie drzew.
Obóz funkcjonował do połowy lutego 1945 r. Wtedy to zdrowych więźniów ewakuowano do Arbeitslager Hirschberg (obecnie Jelenia Góra). Po dwóch tygodniach w AL Hirschberg więźniów przez Szklarską Porębę i Jakuszyce pieszo dotarli do stacji kolejowej w Libercu. Po ulokowaniu w wagonach towarowych zostali przywiezieni do KL Buchenwald. Po drodze do transportu dołączono także więźniów z AL Reichenau.
Większość więźniów obozu pracowało w zakładach Vereinigte Deutsche Metallwerke (VDM) które w tym czasie produkowały części lotnicze. W obozie znajdowali się więźniowie przywiezieni z Płaszowa. Na początku 1945 r. przywieziono tutaj 200 więźniów z Auschwitz-Birkenau.